# Suzi Simpson
Suzi Simpson (Atenas, Grecia, 16 de noviembre de 1968) es una modelo y actriz estadounidense que fue playmate de enero de 1992 de la revista playboy. Además de su aparición en la revista también lo hizo en varios videos playboy y ediciones especiales de la revista.

## Biografía
Suzi es hija de un oficial naval y una auxiliar de vuelo, nació en Atenas, Grecia, Suzi es el mayor de cuatro hermanos, tiene dos hermanos y una hermana. En 1984, ganó el título Miss Distrito de Columbia Teen USA.
Simpson apareció en un comercial de Pepsi con Michael Jackson y en el video musical de Aerosmith - Love in an Elevator. Además ha participado en algunos largometrajes como St. Elmo's Fire y Men at Work.

## Filmografía
- 1985: St. Elmo's Fire
- 1989: Red Surf
- 1990: Men at Work
- 1993: Enemy Gold
- 1993: Playboy Video Playmate Calendar 1993
- 1993: 1993 Playboy Video Playmate Review
- 1997: The Last Road
- 1998: Playmate Profile Video Collection Featuring Miss January 1998, 1995, 1992, 1989
- 2000: Playmates: Bustin’ Out
- 2001: Rock Star